# فيروسات حمى الخنازير الإفريقية وما يتصل بها

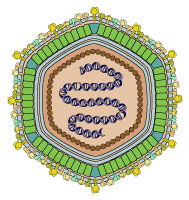
فيريون الفيروسات الأصفارية

فيروسات حمى الخنازير الأفريقية وما يتصل بها أو الفيروسات الأصفارية (بالإنجليزية: Asfarviridae)‏ هي عائلة من الفيروسات و التي تصيب بالدرجة الأولى الخنازير، مما أدى اٍلى ظهور حمى الخنزير الأفريقي، وكل فيروسات هذه العائلة مغلفة وبجينوم ثنائي سلسلة الدنا.
توجد عدة أنواع، البعض منها قادر على اٍصابة الاٍنسان. الفيروسات الأصفارية تشترك في الكثير من بنى الجينوم و اٍستراتيجيات التنسخ مع الفيروسات جدرية وفيروسات الطحالب حقيقية النواة لكن لديها فيريون يختلف عن الفيروسات جدرية والعديد من الخصائص الأخرى التي تميزها عن هذا الأخير.

## وصلات خارجية
- نطاق فيروسي الفيروسات الأصفارية